# Diepzeebijlvissen
Diepzeebijlvissen of parelmoervissen (Sternoptychidae) vormen een familie van vissen uit de orde van draakvisachtigen (Stomiiformes).
Ze worden aangetroffen in de Atlantische, Grote en Indische Oceaan en zijn diepzeevissen. De vissen hebben een gedrongen lijf en naar boven gerichte ogen. Aan de onderzijde van het lijf bevinden zich luchthoudende organen. Ze kunnen twee tot veertien centimeter lang worden.

## Onderfamilies en geslachten
- Onderfamilie Maurolicinae
  - Araiophos Grey, 1961
  - Argyripnus Gilbert & Cramer, 1897
  - Danaphos Bruun, 1931
  - Maurolicus Cocco, 1838
  - Sonoda Grey, 1959
  - Thorophos Bruun, 1931
  - Valenciennellus Jordan & Evermann, 1896

- Onderfamilie Sternoptychinae
  - Argyropelecus - Cocco, 1829[2]
  - Polyipnus Günther, 1887
  - Sternoptyx Hermann, 1781